# Bechan Cave
Bechan Cave ist der Name einer Höhle im US-Bundesstaat Utah, die für die Erforschung der Lebensgewohnheiten der Mammuts von großer Bedeutung ist.

## Lage und Ausmaße
Die Höhle liegt im Gebiet der Glen Canyon National Recreation Area im Süden Utahs. Sie greift in den Navajo-Sandstein des Colorado-Plateaus ein. Ähnliche Hohlräume sind im Navajo-Sandstein nicht selten, mit einer Höhe von etwa 9,1 m, einer Breite von 31,4 m und einer Tiefe von 52,8 m ist Bechan Cave jedoch ungewöhnlich groß. Der Höhleneingang liegt auf etwa 1280 m Höhe über dem Meeresspiegel und ist nach Südwesten ausgerichtet, sodass der Hohlraum tagsüber gut ausgeleuchtet ist.

## Forschungsgeschichte und Namensgebung
Mitarbeiter des National Park Service (NPS) wurden im November 1982 erstmals auf die damals noch namenlose Höhle aufmerksam. Sie bemerkten am Höhlenboden einige Fragmente getrockneten Dungs, der vermutlich durch Raubgräber freigelegt worden waren. Man vermutete zunächst einen neuen Fund von subfossilem Kot eines Riesenfaultiers und schickte Proben des Materials nach Tucson. Dort konnten Riesenfaultiere als Verursacher der Hinterlassenschaften rasch ausgeschlossen werden, stattdessen stellte man Ähnlichkeiten mit dem Dung von Afrikanischen Elefanten fest.
Das Interesse an der Fundstelle war geweckt und bereits im Februar 1983 führten Archäologen und Paläontologen gemeinsam mit Mitarbeitern des NPS erste Vorerkundungen der Höhle durch. Im März desselben Jahres folgten gezielte Grabungen zur Gewinnung von Probenmaterial für paläobotanische Untersuchungen und radiometrische Datierungen. Parallel dazu wurden die Geologie und die rezente Vegetation im Nahbereich der Höhle erfasst. Im Mai 1983 wurden diese Arbeiten fortgesetzt und mit einer Serie von 49 Probebohrungen zur Erkundung des Höhlenbodens ergänzt.
Im Rahmen dieser Arbeiten etablierte sich auch die Bezeichnung der Fundstelle als Bechan Cave. Der Begriff „Bechan“ ist der Sprache der Navajo entlehnt und lässt sich wörtlich als „großer Kot(haufen)“ übersetzen.

## Stratigraphie des Höhlenbodens
Die 1983 abgeteuften Schürfe und Probebohrungen lieferten detaillierte Erkenntnisse zum Aufbau des Höhlenbodens. Unter einer 0,2–1,0 m mächtigen Lage aus losem Sand und von der Höhlendecke gefallenen Sandsteinbrocken fand sich eine bis zu 0,4 m mächtige, überwiegend aus Dung aufgebaute Schicht mit einer geschätzten Gesamtkubatur von etwa 300 m³. Ein Großteil des Dungs wurde durch Bioturbation zerdrückt; gut erhaltene Losungen sind in der Fundschicht aber keine Seltenheit. Im Liegenden der Dungschicht befindet sich eine weitere Schicht aus losem Sand ohne wesentliche Anteile an organischem Material.

## Altersdatierung
Mehrere Dungproben und einzelne Pflanzenreste aus der Fundschicht wurden mit Hilfe der Radiokarbonmethode datiert und lieferten Alter zwischen 11.630±150 und 13.505±580 Jahren. Die Ergebnisse lassen den Schluss zu, dass sich die Dungschicht über einen Mindestzeitraum von rund 1.000 Jahren angesammelt hat.

## Paläontologie

### Wirbeltiere
Ein Großteil der weitgehend intakten Losungen aus der Dungschicht lässt sich einem unsegmentierten Typus mit Abmessungen von rund 23 × 17 × 8,5 cm zuordnen und erinnert stark an die Losungen rezenter Elefanten. Als wahrscheinlichster Verursacher dieser Hinterlassenschaften gilt das Präriemammut (Mammuthus columbi). Der Befund wird durch die Analyse von Fellhaarresten aus der Fundschicht gestützt. Pflanzenreste in diesen Kotproben ließen sich zu 95 % den Seggen und anderen Gräsern zuordnen, was Rückschlüsse auf die Ernährungsgewohnheiten der Präriemammuts zulässt.
Daneben konnten noch sieben weitere Typen an Losungen identifiziert werden, die sich in Größe und Morphologie vom Haupttypus unterscheiden und dem „Buschochsen“ Euceratherium collinum, dem bodenlebenden Faultier Nothrotheriops shastensis, Dickhornschafen, vermutlich Schneeziegen, und möglicherweise auch einem unbekannten Vertreter der Gattung Equus, sowie den Baumwollschwanzkaninchen (Sylvilagus) und den Amerikanischen Buschratten (Neotoma) zugeordnet werden konnten.
Knochenfunde von Großsäugern sind eine Seltenheit in der Bechan Cave. Der bislang einzige Fund betrifft einen einzelnen Zahn von Euceratherium collinum. Demgegenüber konnten durch die 1983 durchgeführten Probeschürfe zahlreiche Überreste von Kleinsäugern und einer Herpetofauna nachgewiesen werden. Belegt sind Funde des Zwergkaninchens (Brachylagus idahoensis), des Gelbbauchmurmeltiers (Marmota flaviventris), des Steppenlemmings Lagurus curtatus und der Buschschwanzratte (Neotoma cinerea) sowie Nachweise von Vertretern der Gattungen Spermophilus, Thomomys und Microtus. Für die Herpetofauna sind Überreste von Vertretern der Amerikanischen Schaufelfußkröten der Gattung Scaphiopus, der Kiefernnatter (Pituophis melanoleucus) und einer, der Westlichen Klapperschlange vergleichbaren, Viper (Crotalus cf. viridis) belegt.

### Wirbellose
Einige der besser erhaltenen Losungen zeigen Fraßspuren von koprophagen Insekten. Berichtet wurde zudem von Überresten eines Dungkäfers, der als Großer Dungkäfer (Aphodius fossor) identifiziert wurde. Die Bedeutung dieser Zuordnung ist unklar, da diese Art ursprünglich nur in Europa und Asien vorkam und erst in historischer zeit in Nordamerika eingeschleppt wurde.

### Paläobotanik
Pollenanalysen wurden sowohl in der Dungschicht als auch in den Sandlagen darüber und darunter durchgeführt. Hohe Anteile von Pollen des Wüsten-Beifuß deuten auf eine Beifuß-Steppe als dominierende Vegetationsform während der Bildung der Dungschicht hin. Rezent wird das Gebiet um Bechan Cave dagegen durch eine Blackbrush-Steppe charakterisiert.